# (2753) Duncan
(2753) Duncan es un asteroide perteneciente al cinturón de asteroides descubierto por el equipo del Indiana Asteroid Program desde el Observatorio Goethe Link de Brooklyn, Estados Unidos, el 18 de febrero de 1966.

## Designación y nombre
Duncan se designó al principio como 1966 DH.
Posteriormente, en 1987, fue nombrado en honor del astrónomo estadounidense John Charles Duncan (1882-1967).

## Características orbitales
Duncan está situado a una distancia media del Sol de 2,791 ua, pudiendo alejarse hasta 2,89 ua y acercarse hasta 2,691 ua. Su inclinación orbital es 6,863 grados y la excentricidad 0,03562. Emplea 1703 días en completar una órbita alrededor del Sol.

## Características físicas
La magnitud absoluta de Duncan es 12,3. Tiene un diámetro de 17,93 km y se estima su albedo en 0,066.